# Nozomi Tsuji
Nozomi Tsuji, nome de casada Nozomi Sugiura(17 de junho de 1987 em Tóquio, Japão) foi membro da 4ª geração do Morning Musume. Ela se formou em 2004, e foi a líder do grupo W antes de se tornar um solista dentro da Hello! Project. Tsuji Nozomi graduou-se da Hello! Project junto com o resto do Elder Club. Ela é agora um solista assinado com Up-Front Agency.

## Biografia
Tsuji Nozomi juntou-se ao Morning Musume em 2000 como um membro da 4ª geração, juntamente com Rika Ishikawa, Hitomi Yoshizawa, e Ai Kago. Ela e Kago se graduaram em conjunto em 1 de agosto de 2004 para formar W.
Quando Kago foi suspensa em fevereiro de 2006 por fumar enquanto ainda era menor, W foi colocado em hiato por tempo indeterminado. Entretanto, Tsuji continuara a aparecer com freqüência na televisão como um "talento", e ela se apresentou como solista em várias Hello! Project concert tour. Em setembro de 2006 ela começou a hospedar seu próprio show apenas on-line, Curious Nono, como parte da Hello! Project sobre FLET'S.
W foi oficialmente disbanida em Março de 2007, após Kago ser pega em escândalo de novo e seu contrato foi rescindido. Como tal, Tsuji foi finalmente marcada para lançamento de novos singles dela. O primeiro foi um remake de "Koko ni Iruzee!", Que foi usada como abertura do anime Robby & Kerobby. Em seguida ela foi colocada na unit Gyaruru, mas ela foi forçada a desistir logo depois por motivos pessoais (veja abaixo). Ela foi substituída por Abe Asami.
No início de maio de 2007, foi anunciado que Tsuji ficaria noiva de ator Sugiura Taiyo e já estava grávida de dois meses de seu filho. Ela imediatamente tirou todo o trabalho programado, a fim de se concentrar em seu casamento e gravidez [1. Havia denúncias anônimas que a gestão de Up-Front Agency e outros membros da Hello! Project reagiram negativamente à notícia súbita, mas na conferência de imprensa de 10 de maio anunciaram oficialmente o noivado, a posição oficial era de que estava deixando Tsuji em boas condições e pode voltar para a indústria do entretenimento depois de ter seu bebê.
Em 21 de junho de 2007, quatro dias depois do aniversário de 20 anos de Tsuji, ela e Sugiura apresentado seus documentos de registro de casamento. Eles realizaram sua cerimônia, em julho, mas foi só para a família e não houve recepção [2. Ela mudou seu nome legal para "Sugiura Nozomi", mas ela vai continuar a usar "Tsuji Nozomi" como nome artístico.
Em 26 de novembro de 2007, Tsuji deu à luz uma saudável menina chamada Noa[3.
Em 19 de junho de 2008, após mais de um ano de inactividade, Tsuji apareceu em "YUKO NAKAZAWA BIRTHDAY LIVE 2008" palco com um bolo para Nakazawa Yuko.
Em 30 de janeiro de 2009 Nozomi abriu seu próprio Blog no Ameba, esta foi a staright classifica # 1 na parada e tem regularmente ficado lá só descer um pouco espesso e agora cada vez que esta foi a primeira vez desde sua deixando que qualquer foto oficial foram visto por ela.
Após a abertura do seu blog, Nozomi começou a atividade novamente, ao participar no concerto Hello! Project 2009 Winter Kettei! Hello Pro Award '09 ~Elder Club Sotsugyou Kinen Special~ de graduação do Elder Club
Desde que se formou Nozomi é regular em vários programas de televisão differant, onde ela é geralmente uma convidada principal. Ela atualmente apareceu em programas como o Utaban e foi um convidado em show do Arashi, e ela também tem freqüentemente realizado performances com o resto do Morning Musume da geração mais velha.
Ainda não se sabe se ela planeja lançar mais uma música solo.
Em 14 de setembro de 2009 foi anunciado que Nozomi estaria envolvido em um comercial para - Zesupuri Kiwi, que mais tarde foi visto que ela ia cantar o tema do comercial em si, e isso seria lançada como um single digital.
Em maio de 2010 ela anunciou em seu Blog que era de cerca de 7 semanas de gravidez de seu segundo filho. O bebê, um menino (apelidado de "Mameta" por Noa), é esperado para janeiro de 2011.
No dia 26 de dezembro de 2010 nasceu o segundo filho de Nozomi Tsuji, Seia (青空).
No dia 21 de março de 2013 deu à luz seu terceiro filho.

## Discografia

### Albums
- [2010.11.24] Minna Happy! Mama no Uta (みんなハッピー!ママのうた)

### Singles
- [2007.05.16] Koko ni Iruzee! (ここにいるぜぇ！)

### Digital Singles
- [2009.09.15] Bokutachi, Zespri Kiwi da ne. (ぼくたち、ゼスプリキウイだね。)

## Photobooks
- [2002.05.23] 辻希美・加護亜依 (TsujiKago) amazon.co.jp
- [2003.09.??] ポケットモーニング娘。〈Vol.1〉 (Pocket Morning Musume. (Volume. 1)) (With Ishikawa Rika, Yoshizawa Hitomi, Kago Ai) amazon.co.jp
- [2003.11.10] のの (NoNo) amazon.co.jp
- [2004.01.07] 50W (フィフティ・ダブルユー) amazon.co.jp
- [2004.12.??] U+U=W amazon.co.jp (Essay book)
- [2006.11.18] のんの19 (Non no 19)　amazon.co.jp

## Trabalhos

### Movies
- [2000] ピンチランナー (Pinch Runner)
- [2003] ミニモニ。じゃムービーお菓子な大冒険！ (Minimoni ja Movie Okashi na Daibouken!)
- [2007] 超劇場版ケロロ軍曹2 深海のプリンセスであります! (Chou Gekijouhan Keroro Gunsou 2 Shinkai no Princess de Arimasu!)

### TV Dramas
- [2004] ミニモニ。でブレーメンの音楽隊 (Minimoni de Bremen no Ongakutai)

### Rádio
- [2001–2003] ミニモニ。のみんなHAPPY! (Minimoni. no Minna HAPPY!)

### Musicais
- [2006] リッボンの騎士ザ・ミュージカル (Ribbon no Kishi: The Musical)

### Anime
- [2007] ロビーとケロビー (Robby & Kerobby)

## Hula Hoop World Record
Tsuji tem duas vezes o recorde mundial para o hula hoop. Ela colocou seu primeiro disco em 1 de janeiro de 2003, com um arco medindo 3,98 m (13,1 pés) de diâmetro. No entanto, esse recorde foi quebrado em junho de 2003 por Paul "Dizzy Hips" Blair (EUA) [4, ela não apareceu na edição 2004 do Guinness Book of World Records.
Tsuji - juntamente com Kago Ai em uma tentativa individual separada - recuperou o recorde em 1 de janeiro de 2004, com um arco medindo 4,08 m (13,4 pés) de diâmetro. Eles definem seu recorde de televisão durante um ano novo ao vivo do dia de especial na Nippon Television Network, de Tóquio, Japão [5. Tsuji e Kago dividiram o registro nas edições 2005 e 2006 do Guinness Book. O nome de Tsuji foi escrito incorretamente na edição de 2005, mas posteriormente foi corrigido na edição de 2006.
O Registro de Tsuji e Kago acabou por ser quebrado novamente em setembro de 2005 por Ashrita Furman (EUA) [6 [7, embora isso aconteceu muito tarde no ano para deslocá-los a partir da edição de 2006 do Guiness Book. Elas não são mais constantes a partir da edição de 2007, e não se sabe se Tsuji já pretende fazer outra tentativa.